# Catena Davy

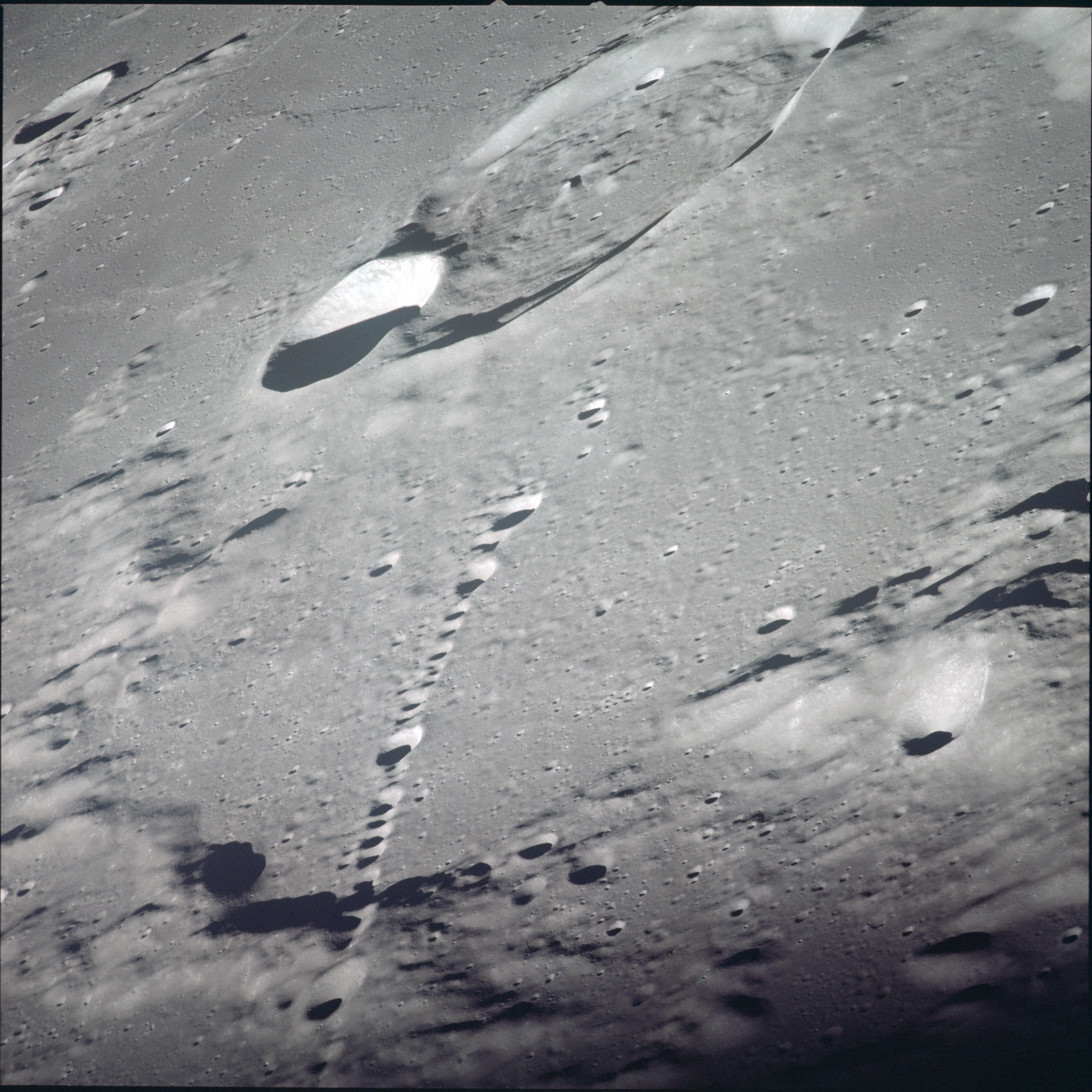
Krater Davy u góry zdjęcia i Catena Davy poniżej. Zdjęcie wykonane przez Apollo 12

Catena Davy - łańcuch kraterów na powierzchni Księżyca, o długości 50 km. Jego współrzędne selenograficzne to 11,0°S; 7,0°W.
Catenę nazwano od krateru Davy, nazwa została zatwierdzona przez Międzynarodową Unię Astronomiczną w roku 1976.

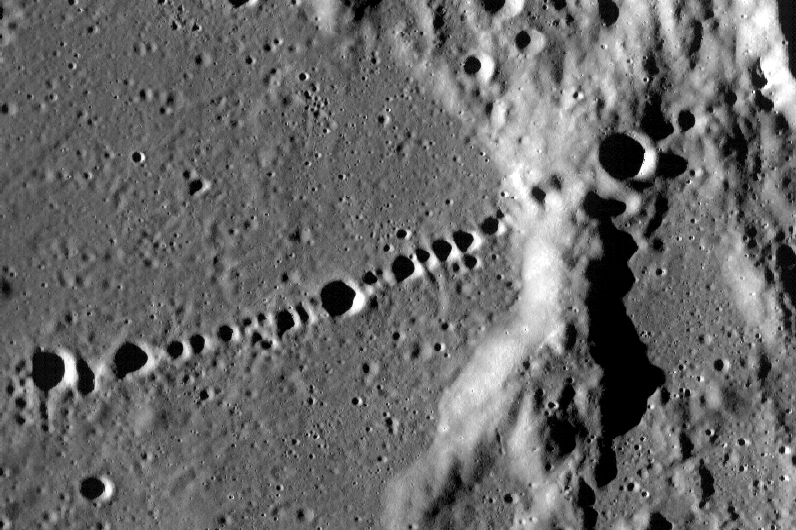
Catena Davy (Lunar Reconnaissance Orbiter, 2010)